# Viburnum trilobum
Viburnum trilobum (лат.) — древесное растение, вид рода Калина (Viburnum) семейства Адоксовые (Adoxaceae), произрастающий в северной части Северной Америки от Ньюфаундленда на западе до Британской Колумбии, на юге до штата Вашингтон и на востоке до северной Вирджинии. Вид очень близок к европейской и азиатской калине обыкновенной и часто рассматривается как её разновидность.

## Ботаническое описание
Viburnum trilobum — листопадный кустарник или небольшое дерево, вырастающее до 4 м в высоту. Кора серая, шероховатая, чешуйчатая. Стебли дугообразные и очень плотные, а веточки красновато-коричневого цвета. Листья супротивные, трёхлопастные, 6-12 см в длину и 5-10 см в ширину, с округлым основанием и зубчатыми краями. Внешне листья похожи на многие кленовые листья, но отличаются от них несколько морщинистой поверхностью и вдавленным жилкованием листа. Листовые почки зелёные. Цветки белые, образуются в виде щитков диаметром до 13 см на верхушках стеблей; каждый щиток состоит из кольца наружных стерильных цветков диаметром 2-2,5 см с заметными лепестками, окружающих центр небольших (5 мм) плодоносных цветков. Цветы опыляются насекомыми. Плод — продолговатая красная костянка длиной 15 мм и шириной 12 мм, содержащая единственное плоское белое семя. Растения начинают плодоносить примерно в пятилетнем возрасте. Когда животные, в том числе птицы, едят плоды, они откладывают семена в другом месте в своем помете.

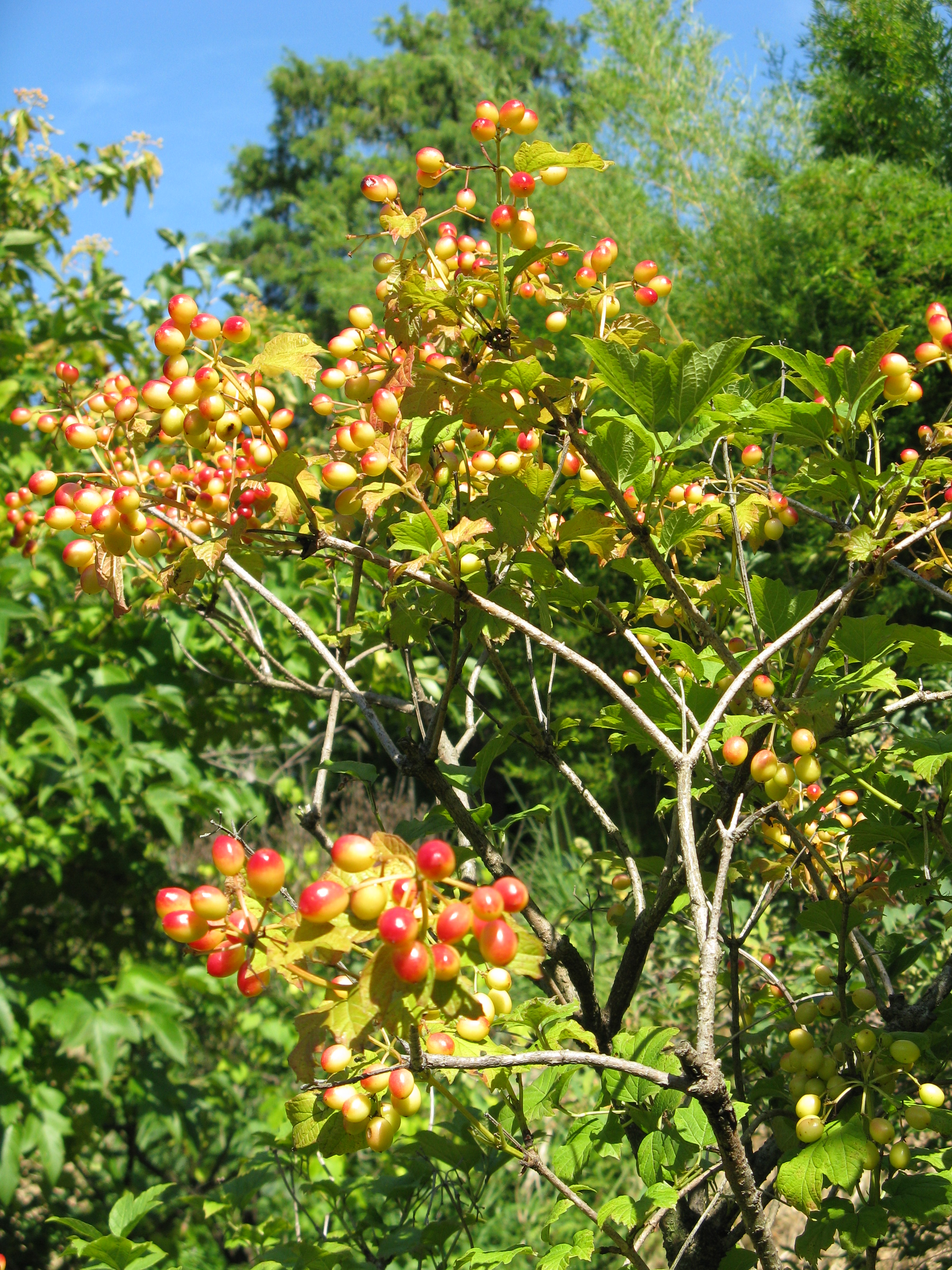
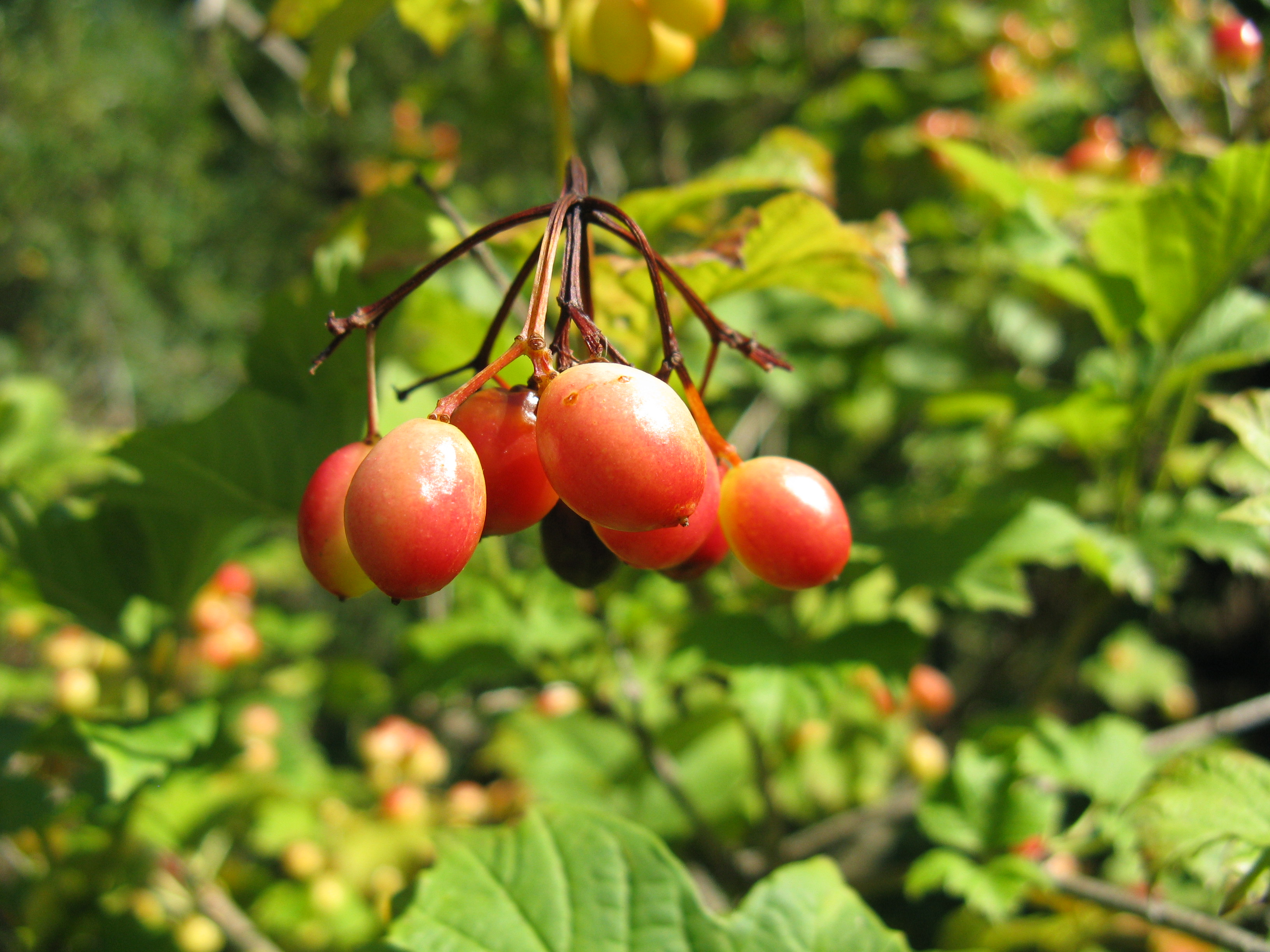

## Использование в пищу
В естественном ареале эту калину часто ошибочно называют «высокорослой клюквой», хотя это не клюква. Название происходит от красных плодов, которые внешне напоминают клюкву, имеют похожий вкус и созревают в одно и то же время года. Кислые и богатые витамином С ягоды можно есть сырыми или готовить из них соус к мясу или дичи.

## Вредители
Личинки и взрослые особи интродуцированного европейского листоеда калинового питаются листьями и могут полностью уничтожить листву растения, а повторное заражение жучком может убить кустарник.